# پایگاه هوائی لیپتسک

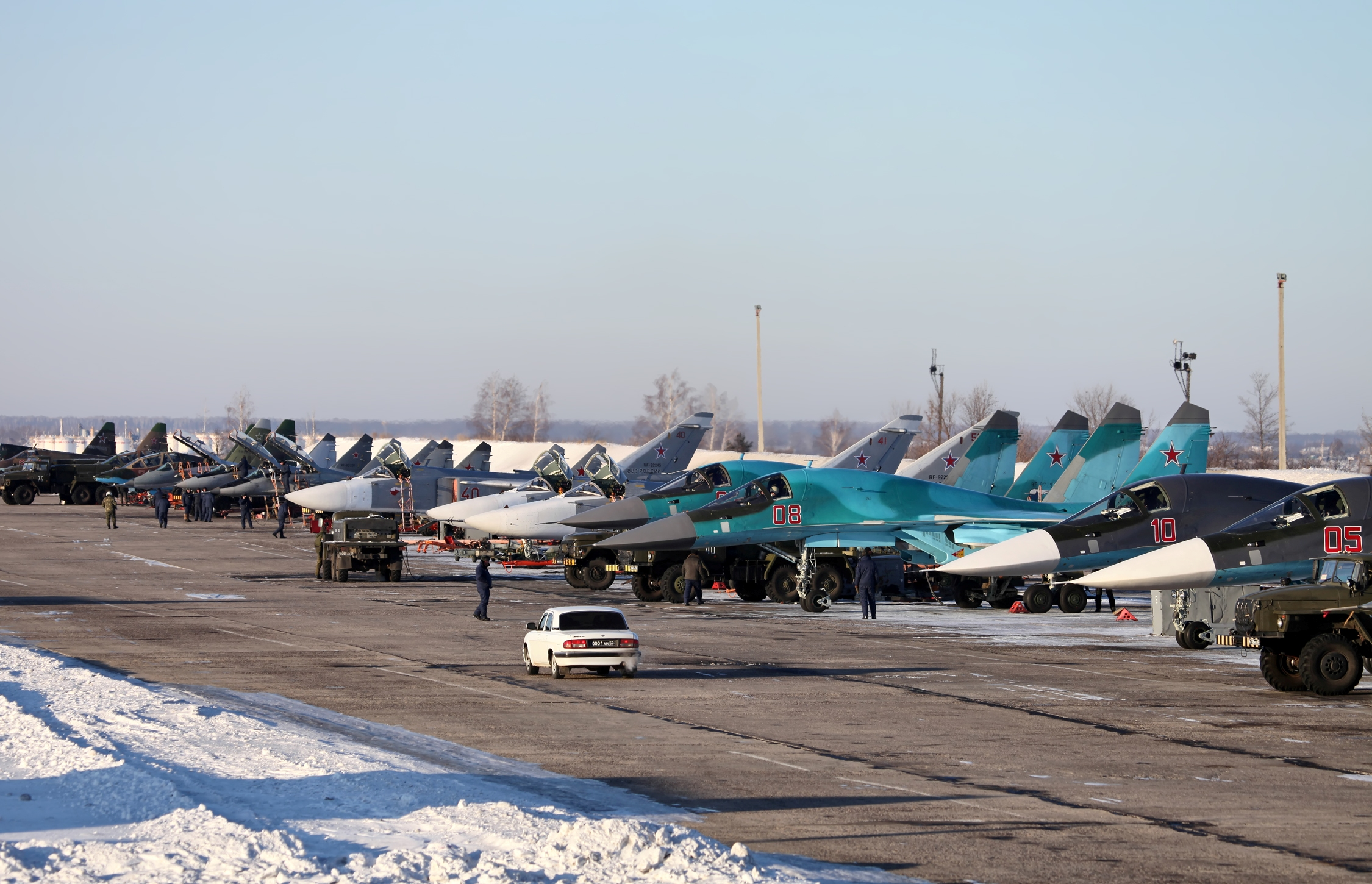
پایگاه هوائی لیپتسک

پایگاه هوائی لیپسک (به انگلیسی: Lipetsk Air Base) یک فرودگاه نظامی است که یک باند فرود بتن دارد و طول باند آن ۳۰۰۰ متر است. این فرودگاه در شهر لیپتسک کشور روسیه قرار دارد و در ارتفاع ۱۹۴ متری از سطح دریا واقع شده است.